# Вяйке-Маар'я (волость)
Вяйке-Маар'я (ест. Väike-Maarja) — волость в Естонії, у складі повіту Ляяне-Вірумаа. Волосна адміністрація розташована в селищі Вяйке-Маар'я.

## Розташування
Площа волості — 457,4 км², чисельність населення станом на 1 січня 2011 становить 5056 чоловік.
Адміністративний центр волості — сільське селище (ест. alevik)) Вяйке-Маар'я. Крім того, на території волості знаходяться ще 36 поселень і сіл: Кілтсі (Kiltsi), Сімуна (Simuna), Аавере (Aavere), Абурі (Aburi), Авандусе (Avanduse), Авіспеа (Avispea), Ебавере (Ebavere), Еіпрі (Eipri), Хірла (Hirla), Імуквере (Imukvere), Коону (Koonu), Куртна (Kurtna), Кяннукюла (Kännuküla), Кярса (Kärsa), Кяру (Käru), Ліівакюла (Liivaküla), Мяярі (Määri), Мююріку (Müüriku), Надалама (Nadalama), Нимме (Nõmme), Оргусе (Orguse), Пандівере (Pandivere), Пікевере (Pikevere), Пудівере (Pudivere), Раекюла (Raeküla), Раігу (Raigu), Растла (Rastla), Сандіметса (Sandimetsa), Тріігі (Triigi), Ууемиіса (Uuemõisa), Вао (Vao), Варангу (Varangu), Ворсті (Vorsti), Виівере (Võivere), Янту (Äntu), Яріна (Ärina).

## Персоналії
- Aile Asszonyi — естонська оперна співачка (сопрано).
- Георг Луріх — дворазовий чемпіон світу по французькій боротьбі, цирковий артист.

## Міста-побратими
- Хаус'ярві, Фінляндія (з 1989)[3]
- Каарма, Естонія[3]
- Сірдал, Норвегія (з 1994)[3]
- Сонкаярві, Фінляндія (з 1997)[3]
- Tommerup, Данія (1995–2007)[3]